# Al-Ikhlāṣ

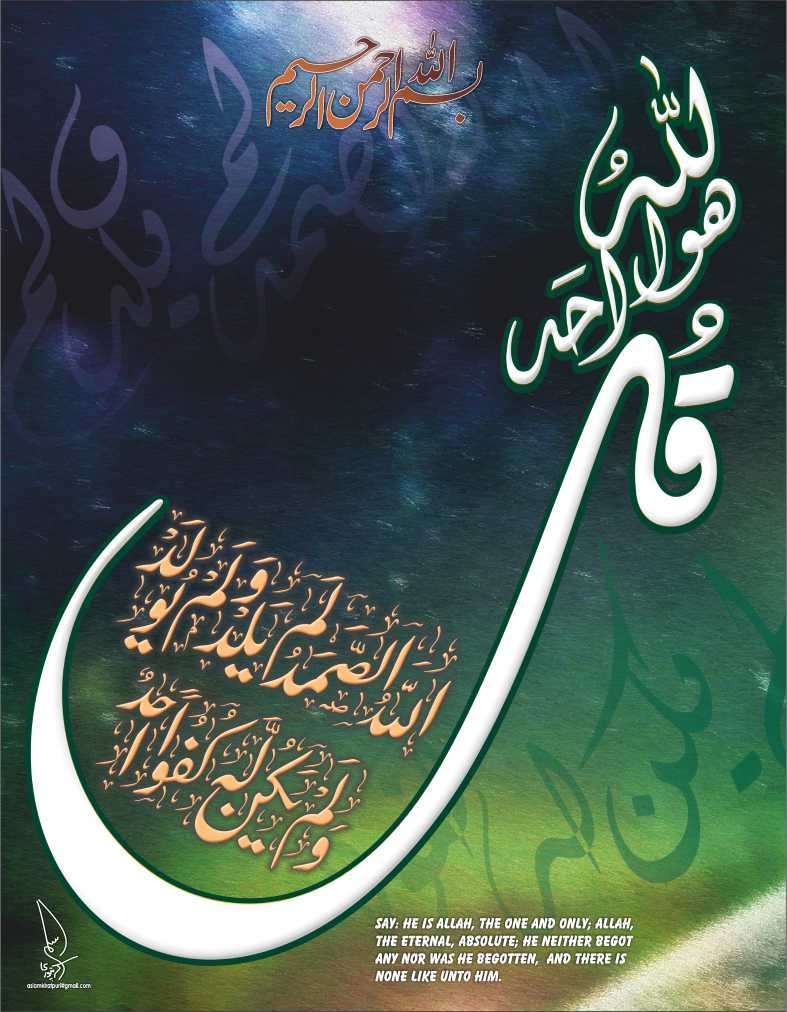
Al-Ikhlas i kalligrafi på arabiska.

Al-Ikhlāṣ (arabiska: سورة الإخلاص , “Den rena tron”) är den etthundratolfte suran (kapitlet) i Koranen med 4 ayat (verser). Den skall ha uppenbarat sig för profeten Muhammed under hans tid i Mekka. 
Denna sura visar en ren tron om Gud, om att Gud är En, bortom all skapelse som Han har skapat, alltså att Han ej har någon vid Sin sida och att det absolut inte finns någon/något som är ens i närheten att kunna tävla med Honom i något, alltså att Han är den Ende och den Unike. Och att Gud är den Evige, den Absoluta, den Självtillräcklige Mästaren som inte behöver någon/något men att allt och alla behöver Honom för Han är deras Skapare och Trygghet, utan Honom är det ingenting! Han är den Störste som allt och alla söker sig till. Samt att Han inte har fött/förskapat någon och Själv har Han aldrig blivit född/skapad. Och det slutgiltige att ingen/ingenting kan jämföras med Gud eftersom Gud är den Högste över allt och alla överlägset utan tvekan, Skaparen sätter en gräns på Sina skapelser men Han har ingen gräns, Han är den Gränslöse, den Oändliga. Detta är ren monoteism och en ren tro.

## Den rena tron
I Guds, den Nåderikes, den Barmhärtiges namn!
1. Säg: "Han är Gud - En,
2. Gud, den Evige, den av skapelsen Oberoende, av vilken alla beror.
3. Han har inte avlat och inte blivit avlad,
4. och ingen finns som kan liknas vid Honom."[1]

( Lyssna på arabiska (fil))